# Azuréa Club Golfe-Juan-Vallauris
Actualités
L'Azuréa Club Golfe-Juan-Vallauris est un club français de basket-ball évoluant en NM2 (4e division du championnat de France), basé à Golfe-Juan.

## Histoire
L'Azuréa Club évolue lors de la saison 1986-1987 en Nationale 2, qui est à l'époque la deuxième division nationale du basket-ball.
Le club a effectué quelques saisons en Nationale masculine 1 (3e division) durant les années 1990.

## Palmarès
- Champion de France Nationale Masculine 3 en 1986
- Champion de France Nationale Masculine 2 en 2001

## Joueurs marquants du club
- Jim Deines
- Babacar Cisse
- Yann Barbitch
- Brice Bisseni
- George Brosterhous
- Albert Sebag
- Olivier Lebrun
- 🇫🇷 Julien Sebag
- 🇫🇷 Didier Vaillant